# Hansbeke
Hansbeke is een dorp in de Belgische provincie Oost-Vlaanderen en een deelgemeente van Deinze, het was een zelfstandige gemeente tot aan de gemeentelijke herindeling van 1977.

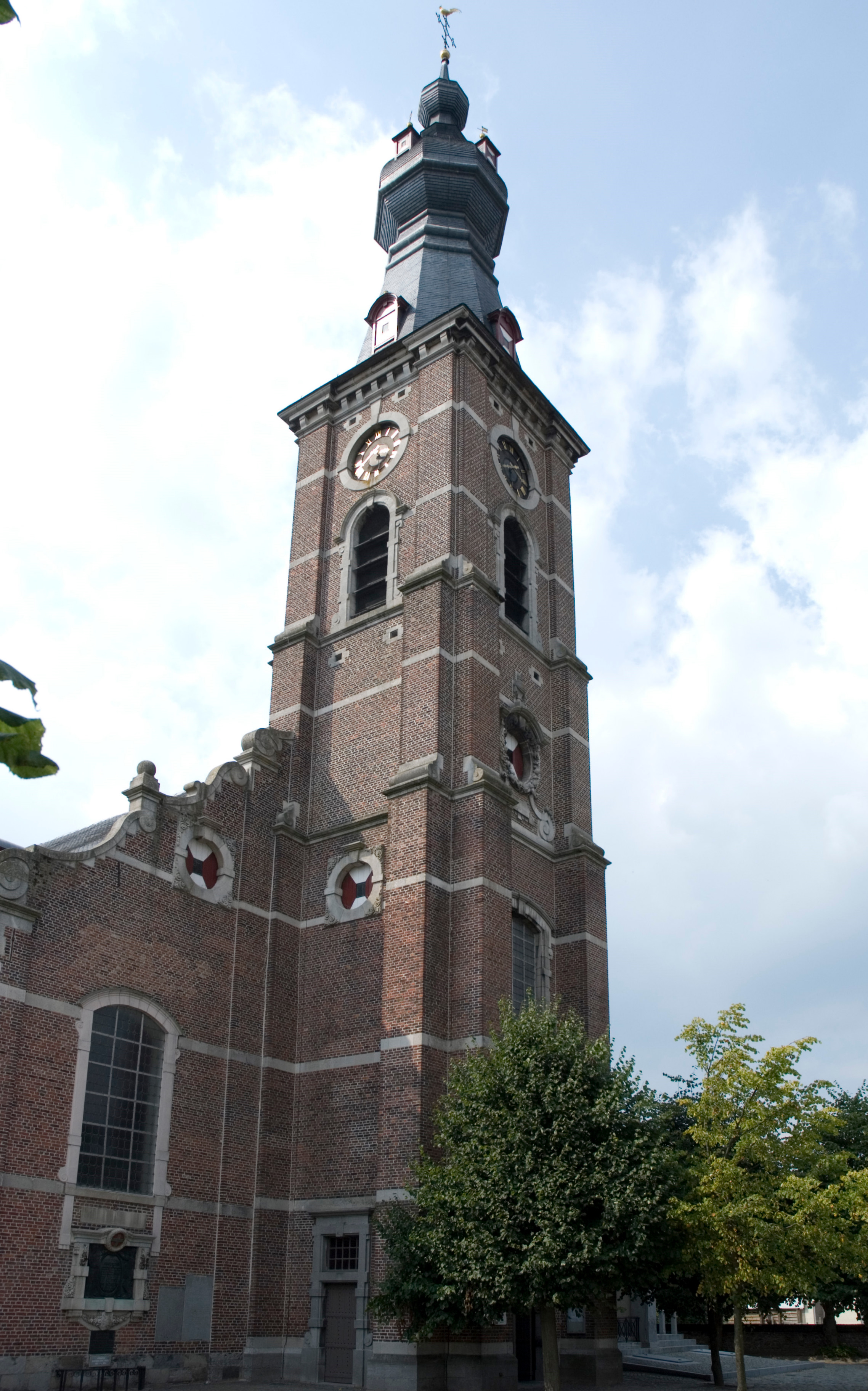
De kerk van Hansbeke

## Geschiedenis
Voor de naamverklaring gaat men uit van de vorm Hamsebeke (1237) met de betekenis de beek naar of bij Hamme. Hamme is een wijk in het noorden van de gemeente, palend aan de Brugse Vaart en ham betekent landtong uitspringend in een overstromingsgebied van rivieren. In 1995 vierde Hansbeke zijn 850e verjaardag, want de naam Ansbeke werd voor het eerst vernoemd in een oorkonde die dateert van 1145.
Op 1 januari 1977 werd de toenmalige gemeente Hansbeke bij Nevele gevoegd. Op 1 januari 2019 werd de gemeente Nevele, inclusief Hansbeke, op haar beurt met Deinze samengevoegd.

## Demografische ontwikkeling
- Bronnen:NIS, Opm:1831 tot en met 1970=volkstellingen; 1976 = inwoneraantal op 31 december

## Bezienswaardigheden
- de Sint-Petrus en Pauluskerk, gerestaureerd onder leiding van architect Valentin Vaerwyck in 1922-1923. De toren kreeg toen zijn huidige spits. De kerk is beschermd sinds 1981.
- Seilles Kasteel of Het Goyken, kasteel uit de 18de eeuw. Draagt de naam van Charles de Seille, burgemeester van Hansbeke van 1819 tot 1831.
- Kasteel de Bousies-Borluut of Kasteel van Hansbeke.
- Gedenksteen Pater Julius Nieuwland.
- Gedenkplaat De Cluyse, voor een in 1981 gesloopte kluizenarij (18e en 19e eeuw), nabij Doornbosstraat 37-39, geplaatst 2007.
- Molensteenmonument, een kollergang van de in 1958 gesloopte Molen Van der Plaetsen, aan de Ommegangstraat, opgericht 2001.

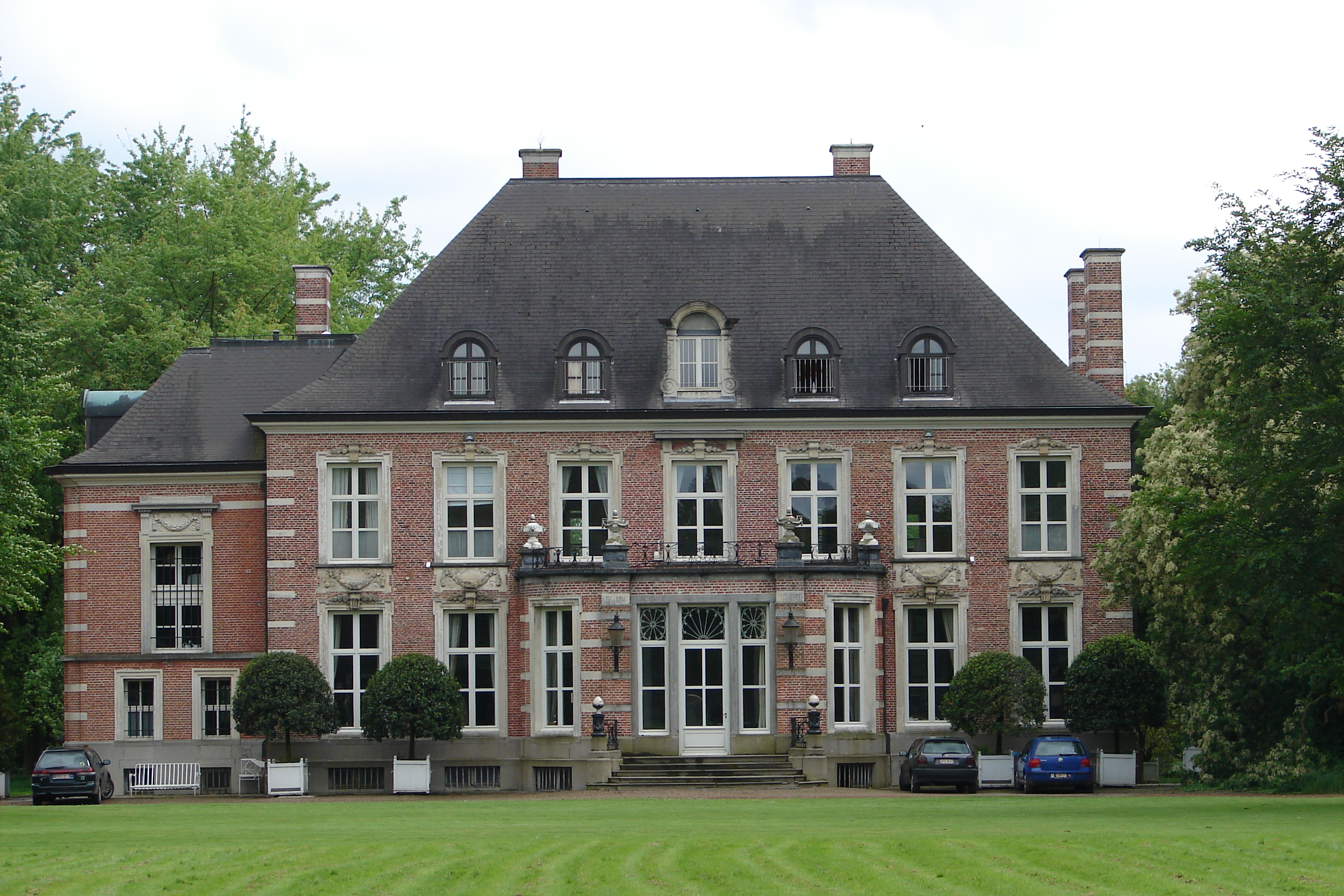
Kasteel de Bousies-Borluut of Kasteel van Hansbeke

- Huizen met blauw-witte luikjes.

## Beschermde monumenten
De volledige dorpskom van Hansbeke is een beschermd dorpsgezicht. De linden rond de kerk en de linden aan de dreef naar het kasteel van Hansbeke zijn door de Vlaamse overheid sinds 2010 erkend als houtig erfgoed en zijn zo beschermd, evenals de omgeving er rond. Ook een aantal gebouwen zijn geklasseerd als een beschermd monument:
- Sint-Petrus en Pauluskerk, Hansbeke[4]
- Kasteel van Juffrouw De Schuijter, Hansbekedorp 10[5]
- Voormalige pastorie, Hansbekedorp 13;[6]
- Herberg Wapen van Vinderhoute, Hansbekedorp 17[7]
- Woningen, Hansbekdorp 18-20[8]
- Woning, Hansbekedorp 19[9]
- Voormalig gemeentehuis, Hansbekedorp 24;[10]
- Woningen, Hansbekedorp 39 en 41;[11]
- Woning, Hansbekedorp 43;
- Kapel O.L.V. van Lourdes, Hansbekedorp;
- Woningen, Hansbekedorp 64 en 66;
- Woningen, Hansbekedorp 90 en 91;
- Kapel Sint-Philomena, Vaartstraat, Hansbeke;
- Hoeve, Vaartstraat 1, Hansbeke;
- Restaurant, Vaartstraat 2, Hansbeke;
- Woning, Lindestraat 4, Hansbeke;
- Bergplaats tussen nr. 2 en 6, Begijnhoflaan, Hansbeke;
- Woningen, Melkerijstraat 23 en 25, Hansbeke;
- Woning, Kerkakkerstraat 3, Hansbeke;
- Woning, Kerkakkerstraat 13, Hansbeke;
- Woning, Kerkakkerstraat 17, Hansbeke;
- Woning, Kerkakkerstraat 1 a, Hansbeke

## Natuur en landschap
Hansbeke kent zandige en zandlemige bodems. De hoogte bedraagt ongeveer 10 meter. Vanaf 1614 heeft men het Kanaal Gent-Brugge en Kanaal Brugge-Oostende gegraven, dat ten noorden van Hansbeke loopt en in het noordoosten gekruist wordt door het Schipdonkkanaal.

## Toerisme

### Fietsroutes
De Nevellandroute telt 48 km en doorkruist Groot Nevele, waaronder ook Hansbeke. De route is volledig bewegwijzerd. Ook een aantal knooppunten fietsknooppunten van het Meetjesland liggen op Hansbeeks grondgebied. De provincie Oost-vlaanderen heeft ook fietswegijzers naar naburige dorpen voorzien.

### Wandelroutes
De bewegwijzerde wandelroute Julius Nieuwlandwandeling telt 10 km. Deze route start op het stationsplein van Hansbeke.

## Verkeer en vervoer
De deelgemeente ligt aan de spoorweg Brugge - Gent (lijn 50A) en ieder uur (of ieder half uur in de spits) stopt er een trein. Het oude stationsgebouw verdween in 2016 om plaats te maken voor 2 extra sporen. De opstapplaats blijft echter behouden. Er is ook een op- en afrit van de autosnelweg E40.

## Evenementen
In Hansbeke zijn er een aantal jaarlijks terugkerende evenementen:
- Junikermis, laatste weekend van juni.
- Oktoberkermis, weekend na 9 oktober.
- De Oerwoudfuif, derde zaterdag van september
- OWF.FEST, derde vrijdag van september voorafgaand aan Oerwoudfuif met optredens.

## Cultuur

### Hansbeekse reus
De reus Margriet Van de Voordestraat werd in 2008 gemaakt naar de fysionomie van de honderdjarige Margaretha Van Loocke. De reus werd gedoopt ter gelegenheid van een volksfeest ter ere van Margaretha die op 22 november 2008 honderd jaar werd. De doop had plaats op 23 november 2008. Margriet is 3,70 meter hoog, heeft een omtrek van 3,20 meter en weegt 50 kg.

### Jeugdbeweging
Scouts en Gidsen Nieuwland (beter bekend als scouts en gidsen Nieuwland) werd opgericht in het werkjaar 1985-1986. Pater Julius A. Nieuwland, een Hansbekenaar die uitweek naar Amerika en daar het neopreen uitvond, werd de patroon van deze scoutsgroep. Deze scouts telt een 30-koppige leiding en ontvangt iedere zaterdag ongeveer 200 leden.

## Bekende personen
- Julius Nieuwland (1878-1936), priester en scheikundige, naar hem zijn ook de plaatselijke scouts, scouts en gidsen Nieuwland, vernoemd.
- Joe Van Rossem, schilder (1940-2004)
- Erwin Mortier (1965), dichter en auteur

## Nabijgelegen kernen
Nevele, Landegem, Merendree, Bellem, Zomergem